# Franz Fischer (SS'er)
Franz Fischer (Bigge, 10 december 1901 – aldaar, 19 september 1989) was een Duitse SS-Sturmscharführer en fanatieke Jodenvervolger in de Tweede Wereldoorlog. Hij was betrokken bij de deportatie van ongeveer 13.000 Joden vanuit Den Haag, waarvan er om en nabij de 12.000 het leven lieten. Ook was hij verantwoordelijk voor de mishandeling van Joden, 'jodenbegunstigers' en van personen die met Jodinnen getrouwd waren. Hij werd na de oorlog ter dood veroordeeld voor oorlogsmisdaden, wat middels gratie werd omgezet in een levenslange gevangenisstraf. Fischer behoorde tot de Vier van Breda, de laatste Duitse oorlogsmisdadigers uit de Tweede Wereldoorlog die in Nederland vastzaten. Uiteindelijk kwam hij in januari 1989 vrij samen met de andere overgebleven Duitse oorlogsmisdadiger Ferdinand aus der Fünten.

## Afkomst en carrière
Fischer was de oudste uit een katholiek gezin van vijf kinderen. Hij voelde zich van jongs af aan erg aangetrokken tot de Rooms-Katholieke Kerk en wilde aanvankelijk in navolging van een broer en een zus van zijn moeder het klooster in. Hij hield volgens eigen zeggen van de eenzaamheid. Op de middelbare school liet hij echter zijn wens om het klooster in te gaan varen en ging in militaire dienst. Na voltooiing van een militaire diensttijd van negen maanden vond hij werk op een belastingkantoor, wat hem echter niet beviel. Hij besloot daarop naar de politieschool te gaan. In 1922/23 werd hij aangesteld bij de Kriminalpolizei in Bochum en in 1937 bij de Gestapo te Düsseldorf.
In 1933 werd hij lid van de NSDAP, maar hij was volgens eigen zeggen niet politiek geïnteresseerd. In 1934 trouwde hij. Het huwelijk bleef kinderloos. Op 28 mei 1940 werd hij geplaatst bij de Aussenstelle der Sicherheitspolizei und SD in Utrecht, waar hij enkele maanden werkzaam zou blijven. In november 1940 werd hij overgeplaatst naar Referat IV-B4 te Den Haag. Dit bureau, gevestigd in het complex Windekind aan de Nieuwe Parklaan 72, 74 en 76, hield zich bezig met de deportatie van Joden en opsporing van Joodse onderduikers. Zijn directe chef was Regierungsrat Willy Zöpf, maar deze liet de dagelijkse leiding over aan Fischer. Uiteindelijk zouden zo'n 13.000 Joden vanuit Den Haag door Fischer gedeporteerd worden; waarvan er ongeveer 12.000 zijn vermoord in voornamelijk concentratie- en vernietigingskampen. Ook was hij verantwoordelijk voor mishandelingen van Joden, 'jodenbegunstigers' en van personen die met jodinnen getrouwd waren. Hij liet ze niet alleen door anderen mishandelen, maar sloeg en schopte volgens meerdere getuigen ook zelf. Door zijn fanatieke jacht op Joden kreeg hij al snel de bijnaam "Judenfischer" (Jodenvisser). Zijn specialiteit was het 'U-boot Spiel', waarbij de slachtoffers in een badkuip langdurig onder water werden gehouden om bekentenissen of inlichtingen af te dwingen.

## Moordaanslag op Fischer
Benedictus Hijmans, een half-Jood, pleegde op 11 januari 1943 in Den Haag een mislukte aanslag op Fischer. Omdat zijn vader gearresteerd was, tekende Hijmans persoonlijk protest aan bij Fischer. Na het vergeefse gesprek pakte Hijmans een pistool van de muur en probeerde op Fischer te schieten. Het wapen was echter niet geladen. Een week later vonniste het SS- en Polizeigericht de doodstraf tegen Hijmans en werd hij gefusilleerd.

## Levenslang, doodstraf en toch weer levenslang
Na de oorlog werd Fischer door het Canadese leger naar Duitsland gebracht, waar hij in diverse kampen verbleef. Op 28 augustus 1946 werd door Nederland om uitlevering van Fischer gevraagd. In november dat jaar werd hij overgedragen en vastgezet in de Cellenbarakken van Scheveningen.
Fischer werd door het Bijzonder Gerechtshof in Den Haag op 17 maart 1949 veroordeeld tot levenslange gevangenisstraf.
Dat hij niet de doodstraf kreeg, verwoordde het hof als volgt:
... dat verdachte deel heeft gehad aan een van de meest afschuwelijke daden, die Duitsland tegenover de bevolking van de bezette landen heeft bedreven, welke daden op zichzelf gezien het opleggen van de doodstraf zouden rechtvaardigen, ware het niet dat de rechter verplicht is, alvorens deze op te leggen, om te zien naar mogelijke persoonlijke omstandigheden de verdachte betreffende, die zouden kunnen leiden tot een ander oordeel; dat deze verdachte, gelijk uit het onderzoek van de psycholoog Dr. Ph. M. van der Heyden, waarover deze ter terechtzitting zijn verklaringen heeft afgelegd, blijkt, bijzondere psychische aspecten vertoont, waarbij een zucht naar macht, een sterke geldingsdrang en een algeheel gemis aan schuldbesef wel de voornaamste zijn, dat bovendien uit verdachte's uitlatingen tegenover zijn slachtoffers en anderen blijkt van een uitgesproken anti-semitisme, hetgeen niet te verwonderen valt in een Duitser, die jarenlang door zijn Regering op de meest systematische en geraffineerde wijze door propaganda tegen de Joden daartoe is opgehitst, gelijk algemeen bekend is, dat daardoor de mentaliteit van deze verdachte, die ter terechtzitting heeft blijk gegeven nog steeds geen besef te hebben van de grote schuld, die hij op zich heeft geladen, volkomen is vergiftigd door de omgeving waarin hij heeft verkeerd en gewerkt en naar het Hof aanneemt, zijn psychische gesteldheid voor het zaad van het anti-semitisme een gunstige ontwikkelingsbodem is geweest, terwijl verdachte niet die geestelijke ontwikkeling heeft bereikt, dat hij zich aan deze verderfelijke invloed heeft kunnen onttrekken; dat het Hof hierom termen aanwezig acht geen doodstraf op te leggen, maar te volstaan met een levenslange verwijdering van deze verdachte uit de maatschappij, waarbij het Hof opmerkt, dat, indien een Nederlander soortgelijke misdrijven tegen zijn eigen landgenoten zou hebben gepleegd, de doodstraf op haar plaats zou zijn geweest; dat deze straf is in overeenstemming met de ernst van de gepleegde misdrijven en de ter terechtzitting gebleken omstandigheden waaronder zij zijn begaan; mede gelet op de persoon en de persoonlijke omstandigheden van de verdachte.
De Bijzondere Raad van Cassatie veroordeelde hem echter op 12 juli 1950 alsnog ter dood.
De raad motiveerde zijn besluit als volgt:
Overwegende thans ten aanzien van de opgelegde straf, waartegen zowel de Procureur-Fiscaal als requirant Fischer opkomen; dat de Raad zich, wat de waardering van den ernst der bewezen verklaarde misdrijven betreft, geheel aansluit bij het oordeel van het Hof en die misdrijven zo zwaar acht, dat zij zeker de doodstraf rechtvaardigen, vooral in het licht van requirant Fischer's door het Hof uitvoerig gemotiveerde bekendheid en instemming met de uitroeiingspolitiek van zijn Regering tegenover de Joden; dat het dus alleen de vraag is of de overwegingen, welke het Hof ertoe hebben geleid, desniettemin van oplegging van de zwaarste straf af te zien, deugdelijk zijn; dat nu die overwegingen betrekking hebben op zekere bijzondere psychologische aspecten, welke requirant volgens een psychologisch onderzoek zou vertonen, nl. een sterker geldingsdrang en een algeheel gemis aan schuldbesef, en verder op zijn uitgesproken anti-semitisme; dat deze laatste trek in requirant's persoonlijkheid naar 's Raads oordeel zeker niet te zijner ontlasting kan strekken, welke redenering daaraan in het bedoelde psychologische rapport ook moge worden vastgeknoopt; dat ook sterke geldingsdrang en volslagen gemis aan schuldbesef bij Duitse oorlogsmisdadigers zo gewone verschijnselen zijn dat de Raad daaraan evenmin een persoonlijk ontlastende werking ten gunste van requirant Fischer kan toekennen; dat derhalve de Raad, anders dan het Hof, in deze psychologische beschouwingen met den Procureur-Fiscaal geen voldoenden grond vindt om af te zien van oplegging van de zwaarste straf; dat requirant Fischer's beroep op zijn ondergeschikte positie hem evenmin kan baten, doch integendeel de Raad het hem zwaar aanrekent, dat hij een ambtelijk lage positie door eigen optreden heeft weten te maken tot een feitelijk centrale functie in de uitvoering van de Duitse politiek van vernietiging van het Joodse deel van het Nederlandse volk; dat de Raad derhalve het beroep van den Procureur-Fiscaal gegrond acht en van oordeel is, dat requirant Fischer's beroep moet worden verworpen.
Dit arrest werd echter nooit ten uitvoer gelegd, omdat koningin Juliana grote gewetensbezwaren had tegen de doodstraf. Aan Fischer werd uiteindelijk door Juliana in 1951 gratie verleend, zodat de doodstraf opnieuw werd teruggebracht tot levenslange opsluiting.

## Koepelgevangenis Breda
Fischer werd gelijktijdig met de Duitse oorlogsmisdadigers Joseph Kotalla en Ferdinand aus der Fünten vanuit de strafgevangenis van Norgerhaven in Veenhuizen per 7 november 1952 gedetineerd in de Bredase koepelgevangenis, waar vanaf 24 februari 1955 ook de Duitse oorlogsmisdadiger Willy Lages werd opgesloten. Gezamenlijk gingen ze de geschiedenis in als de Vier van Breda. Na de vrijlating van Lages in 1966 gingen de overgeblevenen door als de Drie van Breda en na de dood van Kotalla als de Twee van Breda.
In de koepelgevangenis van Breda sleet Fischer zijn dagen door de gevangenis te poetsen. Op eigen initiatief hield hij de visvijver op de binnenplaats van de gevangenis schoon. Wekelijks ververste hij al het water en gaf hij de in het water zwemmende goudvissen hun dagelijkse visvoer dat hij van de bewaarders kreeg aangereikt. Ook hielp hij de luchtplaats ongevraagd onkruidvrij te houden. Fischer had tijdens zijn gevangenschap last van nachtmerries; hij droomde dan dat hij achtervolgd werd door een grote groep Joden, die hem in elkaar sloeg. Hij riep dan in zijn slaap om hulp en werd vervolgens badend in het zweet wakker.
De West-Duitse regering spande zich vanaf de jaren zestig in voor zijn vrijlating. Bij elk bilateraal contact tussen Nederland en de Bondsrepubliek Duitsland was zijn gevangenschap onderwerp van gesprek. De West-Duitse regering ondersteunde Fischer juridisch en financieel. In de jaren zeventig ontving hij van de West-Duitse overheid een maandelijkse toelage van veertig tot vijftig D-mark.
Fischer werd, samen met Aus der Fünten, op 27 januari 1989 vrijgelaten op instigatie van minister van justitie Frits Korthals Altes. Hij ging inwonen bij zijn echtgenote, met wie hij nog steeds getrouwd was en bij zijn vrijlating 88 jaar oud was. Fischer overleed nog datzelfde jaar op 19 september aan een longontsteking in het Sankt Josef Hospital in Bigge, een deelgemeente van Olsberg, en werd aldaar op 25 september begraven. Aus der Fünten was eerder al, op 19 april, overleden. Fischer liet bij zijn overlijden honderdduizenden D-mark na, geld dat hij gekregen had van sympathisanten.

## Publicaties (deels) over Fischer
- (de) Benz, Wolfgang (ed.) (1996) Dimension des Völkermords. Die Zahl der jüdischen Opfer des Nationalsozialismus. München, DTV, ISBN 3-423-04690-2
- (de)  Bohr, Felix (2018)  Die Kriegsverbrecherlobby. Bundesdeutsche Hilfe für im Ausland inhaftierte NS-Täter, Suhrkamp, handelseditie dissertatie
- (de)  Fühner, Harald (2005) Nachspiel. Die niederländische Politik und die Verfolgung von Kollaborateuren und NS-Verbrechern, 1945–1989. Münster, 472 p. ISBN 3-8309-1464-4
- Mink, Ton (2005) De Drie van Breda, Mijneigenboek.nl, 199 p.
- Piersma, Hinke (2005) De drie van Breda. Duitse oorlogsmisdadigers in Nederlandse gevangenschap 1945-1989, Uitgeverij Balans, handelseditie dissertatie, 280 p.